# Вилетинец
Вилетинец је насељено место у саставу града Лепоглаве у Вараждинској жупанији, Хрватска. До територијалне реорганизације у Хрватској налазио се у саставу старе општине Иванец.

## Становништво
На попису становништва 2011. године, Вилетинец је имао 173 становника.

## Попис1991.
На попису становништва 1991. године, насељено место Вилетинец је имало 205 становника, следећег националног састава:
| Попис 1991.‍ | Попис 1991.‍ | Попис 1991.‍ | Попис 1991.‍ | Попис 1991.‍ |
| ----------- | ----------- | ----------- | ----------- | ----------- |
|             |             |             |             |             |
| Хрвати      | Хрвати      |             | 203         | 99,02%      |
| непознато   | непознато   |             | 2           | 0,97%       |
| укупно: 205 |             |             |             |             |